# ریوجی کوبوتا
ریوجی کوبوتا (انگلیسی: Ryuji Kubota؛ زادهٔ ۲۴ ژوئیهٔ ۱۹۷۶) بازیکن فوتبال اهل ژاپن است.
از باشگاه‌هایی که در آن بازی کرده‌است می‌توان به باشگاه فوتبال یوکوهاما مارینوس و باشگاه فوتبال ویسل کوبه اشاره کرد.